# Belgische Eishockeynationalmannschaft der Frauen
Die belgische Eishockeynationalmannschaft der Frauen ist die nationale Eishockey-Auswahlmannschaft Belgiens im Fraueneishockey. Nach der Weltmeisterschaft 2023 liegt die Mannschaft auf dem 36. Rang der IIHF-Weltrangliste.

## Geschichte
Die belgische Eishockeynationalmannschaft der Frauen nahm 2000 erstmals an einer Frauen-Weltmeisterschaft teil. Bei ihrer ersten WM-Teilnahme scheiterte die Mannschaft an der Qualifikation für die B-Weltmeisterschaft sowie im folgenden Jahr an der Qualifikation für die Division II. Im Olympiajahr 2002 nutzte die belgische Nationalmannschaft die freie Zeit und nahm an der Gruppe 2 der IIHF World Women’s Challenge teil. Von 2003 bis 2008 traten die Belgierinnen in der Division III teil, bei der sie stets den dritten bzw. vierten Platz belegten.
Da die Divisionen III bis V bei der WM 2009 nicht ausgespielt wurden und 2010 aufgrund der Austragung der Olympischen Winterspiele in Vancouver ohnehin keine Frauen-WM stattfand, bestritt Belgien 2011 erstmals nach drei Jahren wieder ein WM-Spiel und trat weiterhin in der Division III an. Mit fünf Niederlagen stiegen sie in der Division IV ab, aber aufgrund der Absage mehrerer Mannschaften, spielten sie im Folgejahr in der höheren Division II B, wobei sie den vorletzten Platz erreichten und wieder in der Division III spielen mussten. Seit 2022 spielen die Belgierinnen wieder in der Division II.

## Platzierungen

### Bei Weltmeisterschaften
- 2000 – 4. Platz, Qualifikation zur B-WM
- 2001 – 3. Platz, Qualifikation zur Division II
- 2003 – 3. Platz, Division III
- 2004 – 4. Platz, Division III
- 2005 – 3. Platz, Division III
- 2007 – 3. Platz, Division III
- 2008 – 4. Platz, Division III
- 2011 – 6. Platz, Division III (Abstieg in die Division IIB)
- 2012 – 5. Platz, Division IIB
- 2013 – 5. Platz, Division IIB
- 2014 – 5. Platz, Division IIB
- 2015 – 6. Platz, Division IIB (Abstieg in die Qualifikation zur Division IIB)
- 2016 – keine Teilnahme
- 2017 – 2. Platz, Qualifikation zur Division IIB
- 2018 – 2. Platz, Qualifikation zur Division IIB
- 2019 – 2. Platz, Qualifikation zur Division IIB
- 2020 – 2. Platz, Division III
- 2021 – keine Austragung
- 2022 – 1. Platz, Division IIIA (Aufstieg in die Division IIB)
- 2023 – 1. Platz, Division IIB (Aufstieg in die Division IIA)
- 2024 – 6. Platz, Division IIA (Abstieg in die Division IIB)
- 2025 – 4. Platz, Division IIB

### Bei der IIHF World Women’s Challenge
- 2002 – 3. Platz Division II